# La Révolte des bonnets rouges
La Révolte des bonnets rouges est une série de six bas-reliefs en bois polychrome réalisée par Alain Marcon en 1975. Chaque panneau mesure 85 cm de hauteur sur 56 cm de longueur. Le sculpteur breton représente plusieurs scènes de la révolte du Papier timbré, aussi connue sous le nom de révolte des Bonnets rouges, insurrection antifiscale menée en Bretagne entre avril et septembre 1675, après l'imposition de taxes sur le tabac et le papier timbré.
En 1977, l'œuvre est acquise par le Musée d'art et d'histoire de Saint-Brieuc.

## Description

### Avril 1675
La révolte du Papier timbré survient après la décision de Jean-Baptiste Colbert de lever des fonds par de nouveaux impôts pour financer la Guerre de Hollande (1672-1678) sous le règne du roi Louis XIV. Ce dernier est représenté sur l'œuvre d'Alain Marcon, assis sur son trône sous l'inscription « Versailles ». Si l'impôt sur le papier timbré donne son nom au conflit, ceux sur le tabac et la marque de l'étain sont également concernés. Les émeutes touchent l’Ouest du royaume, particulièrement Bordeaux, du 26 mars au 29 mars 1675, ainsi que la Bretagne. Les répressions sont nombreuses, sans pour autant maîtriser les contestations bretonnes.
En avril 1675, le peuple se soulève dans toute la région contre les multiples impôts levés. A Rennes, le 3 avril, les émeutiers s'en prennent notamment au bureau de contrôle des papiers timbrés. Leurs victimes sont nombreuses et en représailles, les autorités locales condamnent librement des émeutiers à la pendaison, ce qui envenime encore le conflit.
Le nom de « révolte des Bonnets Rouges » donné par l'artiste à ce bas-relief est adopté à la fin du XIXe siècle par les historiens pour qualifier ces soulèvements. Il fait référence à un couvre-chef porté au Sud-Ouest de la Bretagne. Alain Marcon l'utilise tout au long de cette œuvre pour identifier et différencier les émeutiers des soldats. Dans plusieurs de ses œuvres, Alain Marcon distingue les représentants de l’État et de l'autorité par des costumes blancs et noirs. Par exemple, la police porte un uniforme similaire dans le Joint français 72.

### Mai et juin 1675

#### Les soulèvements populaires à Rennes et dans l'Argoat

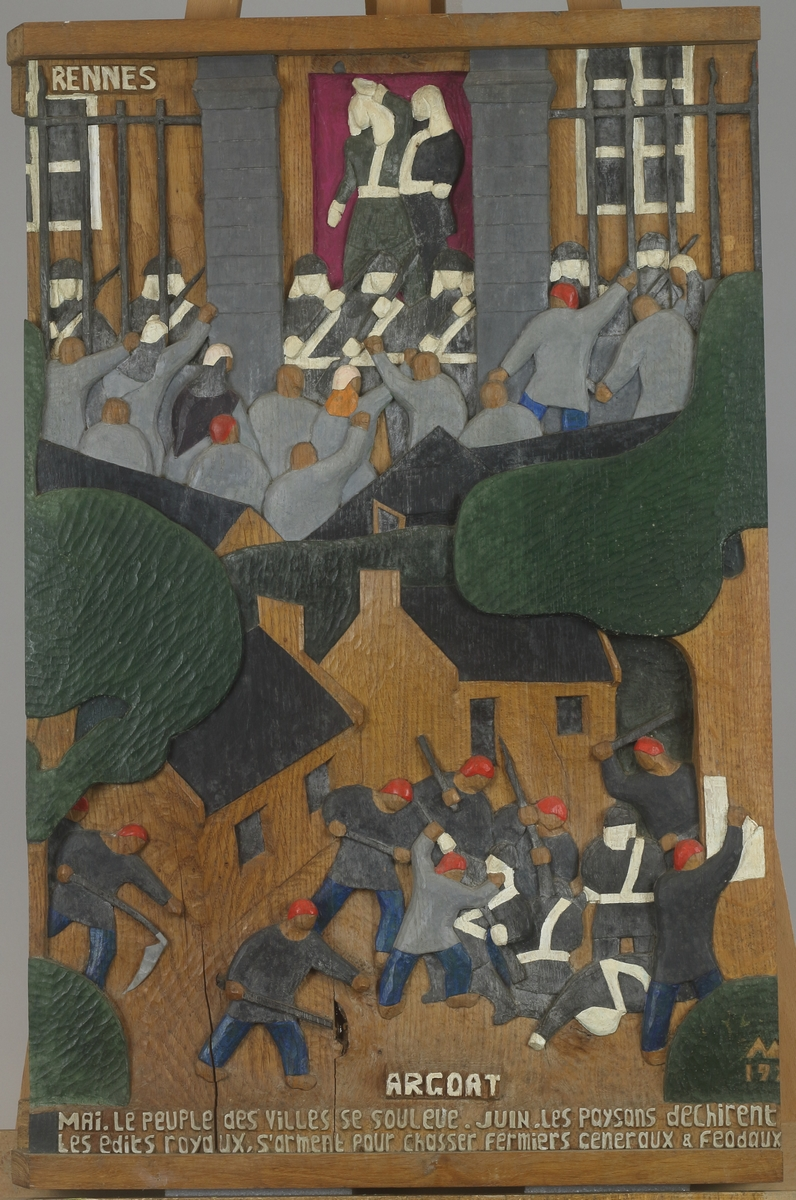
Les soulèvements populaires à Rennes et dans l'Argoat

Le 3 mai 1675, un soulèvement populaire a lieu pour la deuxième fois à Rennes. Alain Marcon la représente en partie supérieure. Une foule d'émeutiers, le poing levé, vêtus de gris et de bonnets rouges, protestent contre les nouveaux impôts et taxes devant l’hôtel de ville surveillé par des milices armées. Un homme vêtu de noir et blanc tend la main vers la gauche, il s’agit certainement du duc de Chaulnes, l'actuel gouverneur de Bretagne.
Dans la partie inférieure, séparée par des habitations, le sculpteur illustre la diffusion des révoltes à l'Argoat, c'est-à-dire à l'intérieur de la Bretagne. En juin, pour s'opposer aux nouveaux impôts et taxes royales, des paysans s'arment d'outils agricoles, notamment de faux. Ne pouvant s’attaquer directement aux représentants du fisc royal, ils chassent les fermiers généraux et fédéraux de leurs terres. À droite, une personne brandit et déchire un document blanc qui représente un édit royal. Un groupe d'émeutiers s'attaque à des milices, reconnaissables à leur costume.

### Juillet 1675

#### Le Code paysan
La mobilisation des paysans révoltés est représentée dans le troisième panneau de ce bas-relief. Dans la partie supérieure, une assemblée constituée d’hommes portant pour la majorité un bonnet rouge écoutent un orateur lire une déclaration. D’après l’inscription en partie supérieure, il s'agit du moment de l'élaboration du Code paysan : un ensemble de revendications rédigées et proclamées par les habitants de quatorze paroisses de Cornouaille au début du mois de juillet 1675 dans le sud de Quimper, en pays Bigouden. Ce texte, composé de quatorze articles, visait à établir un nouveau règlement concernant les charges, les droits, et l’organisation religieuse et judiciaire en Bretagne. Le bas-relief semble représenter le moment où il aurait été fixé, c’est-à-dire lors de l’assemblée des délégués des différentes paroisses à la Chapelle Notre-Dame de Tréminou, à Plomeur.
Dans le courant du mois de juillet, les Bonnets rouges se soulèvent sous le commandement de Sébastien Le Balp, ancien notaire à Carhaix. Mentionné dans l'inscription du panneau, il est le principal meneur de la révolte des Bonnets rouges.
Les actions représentées par le sculpteur sont difficilement identifiables. Dans la partie centrale du panneau, un groupe semble creuser une roche, ce qui pourrait sans doute faire écho au début du siège du château de Kergoët, mis à sac les 11 et 12 juillet. Dans la partie inférieure, deux hommes en embuscade armés d'une faux attendent le passage d'un chariot tiré par un cheval et encadré par des soldats.

#### L'attaque du château de Kergoët

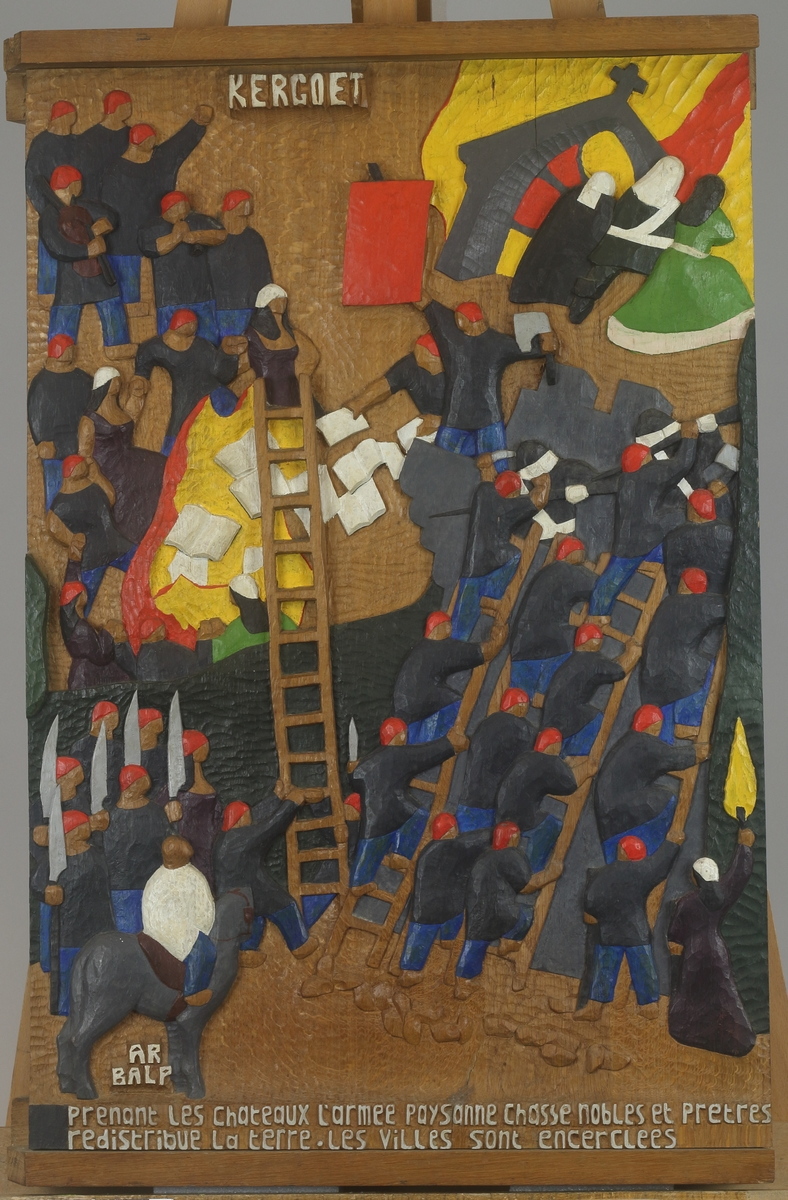
L'attaque du château de Kergoët

Dans le quatrième panneau, le sculpteur représente l'attaque du château de Kergoët en Saint-Hernin, près de Carhaix. Il n'en reste aujourd'hui plus que quelques vestiges, notamment le mur d’enceinte et deux pigeonniers.
Les 11 et 12 juillet 1675, le château est assiégé et pillé par les Bonnets rouges. Dans la partie supérieure droite, la chapelle est incendiée. Les papiers sont également brûlés, comme l'indique le feu au centre du détail de la fresque. Au total, 2 000 à 6 000 personnes, de 20 paroisses différentes, auraient participé à l'insurrection. Sébastien Le Balp, représenté ici sur un âne, prend également part à l'événement et s'y affirme comme figure de tête. Alain Macron illustre une foule d'hommes et de femmes, unis dans le pillage du château. Des musiciens sont également représentés : en haut à droite, un homme joue de la cornemuse et un autre de la bombarde, instruments typiques de la région.

### Automne 1675

#### L'assassinat de Sébastien Le Balp

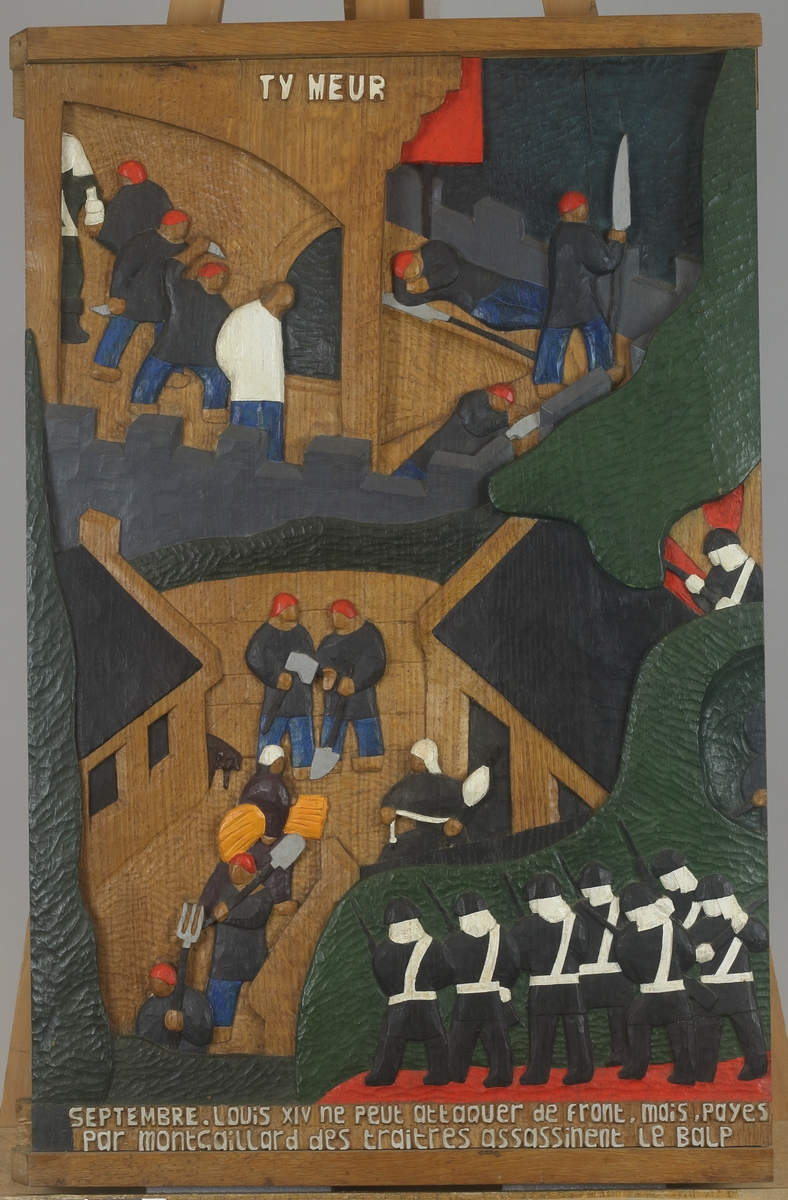
Assassinat de Sébastien Le Balp au château du Tymeur le 3 septembre 1675

Ce panneau illustre l’assaut du château du Tymeur à Pallaouen, début septembre 1675, au moment où les soulèvements atteignent leur paroxysme dans le Poher. Sébastien Le Balp mobilise 30 000 hommes, dont 2 000 Bonnets rouges qui investissent le château du Tymeur. Alain Marcon représente cette occupation en opposant la présence des Bonnets rouges à celle des troupes du duc de Chaulnes qui venaient d’être envoyées en Bretagne pour mater la rébellion.
Sébastien Le Balp avait autrefois été le notaire de Renée Mauricette de Plœuc, marquise du Tymeur. Il tente alors d’enrôler dans le soulèvement son époux Charles de Montgaillard, ancien colonel du régiment de Champagne. Cependant, le marquis Claude de Montgaillard, frère de Charles de Montgaillard, assassine Le Balp par surprise dans la nuit du 2 au 3 septembre 1675, à la veille du soulèvement prévu. Sa mort signe la fin de l’insurrection.
L'artiste représente le marquis Charles de Montgaillard conspirant contre Sébastien Le Balp, soudoyant plusieurs Bonnets rouges chargés de l'assassiner. Dans le coin supérieur gauche du panneau, la scène montre Le Balp, vêtu de blanc, frappé d'un coup de lame dans le dos, tandis que le marquis, à moitié dissimulé derrière un mur, tend une bourse aux traîtres.

#### Répression sanglante
Le dernier panneau illustre la répression menée contre les insurgés par Charles d’Albert d’Ailly, duc de Chaulnes et gouverneur de Bretagne (1670-1693). Visible dans la partie inférieure gauche, il est accompagné de soldats qui attaquent les paysans armés de faux. À l’automne 1675, Louis XIV mobilise 5 000 hommes placés sous le commandement du duc. Le roi est représenté sur son trône, aux côtés d’un évêque et d’un homme de loi. Ce dernier pourrait s’apparenter à Jean-Baptiste Colbert, contrôleur général des Finances et ministre du roi, à l'origine de l’imposition sur le papier timbré.
Plusieurs des supplices perpétrés par l’armée sont représentés :
- Dans la partie supérieure, à gauche, trois personnes sont soumises au supplice de la roue ;
- Au centre, quatre personnes pendues sont accrochées à une branche d’arbre. Elles font probablement écho aux quatre pendaisons de Combritois, effectuées à Pont-l’Abbé[12].
- Toujours au centre, cinq hommes alignés attendent leur exécution par décapitation.

Dans les faits, certaines sources narratives de l’époque permettent de faire état des exécutions représentées dans le panneau. Le 24 septembre 1675, la sœur du marquis de Kernabat écrit dans une lettre : « Les paysans ont été bien punis de leur rébellion. Ils sont présentement souples comme un gant. On en a pendu et roué une quantité en ce pays de Cornouailles, et particulièrement à Quimper-Corentin. »
Madame de Sévigné, représentée en haut, à droite, mentionne la répression à quelques reprises dans ses correspondances. Se liant d'amitié avec Madame de Chaulnes, l’épouse du gouverneur, elle prend connaissance des événements liés à la révolte des Bonnets rouges. La révolte antifiscale est évoquée dans 47 lettres de la marquise, entre le 19 juin 1675 et le 8 janvier 1676.